# Rái Flynn
Rái Flynn (Irlanda, 22 de enero de 1957) es un atleta irlandés retirado especializado en la prueba de 1500 m, en la que consiguió ser campeón europeo en pista cubierta en 1980.

## Carrera deportiva
En el Campeonato Europeo de Atletismo en Pista Cubierta de 1980 ganó la medalla de oro en los 1500 metros, con un tiempo de 3:38.5 segundos, tras el alemán Thomas Wessinghage (oro con 3:37.6 segundos) y por delante del suizo Pierre Délèze.